# شیء مفرغی

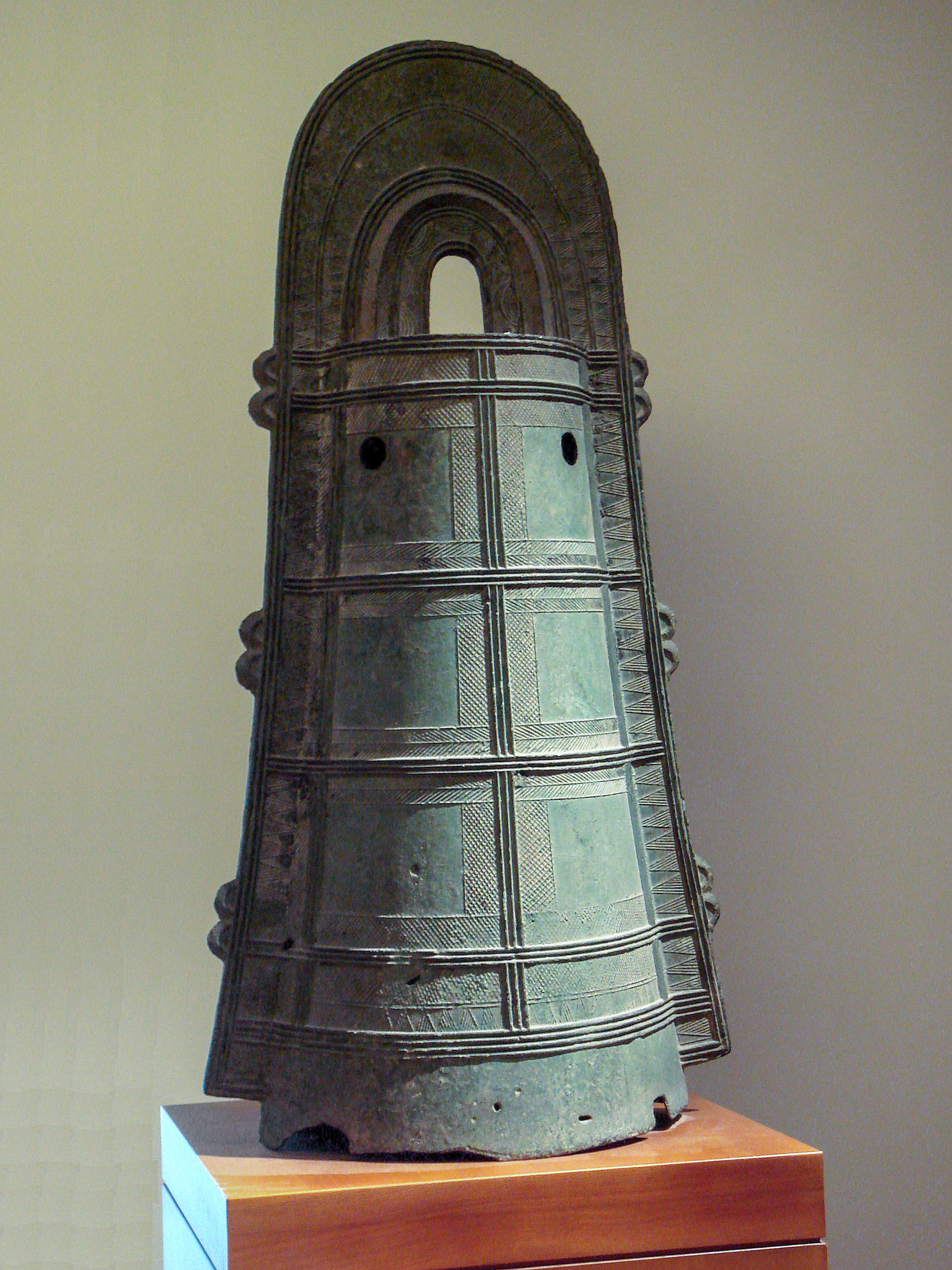
یک زنگ از جنس مفرغ، مربوط به دوره یایویی در ژاپن قرن سوم میلادی

شی مفرغی نوعی صنایع دستی ساخته شده از مفرغ (برنز) است. سکهٔ پول حتی اگر از مفرغ هم ساخته شده باشد شامل اشیاء مفرغی نمی‌شود. این اشیاء عمدتاً در دوران باستان ساخته شده‌اند. ظهور شی مفرغی کمی قبل از ظهور اشیای آهنی بوده است و به زمان ظهور این اشیاء عصر مفرغ گفته می‌شود. 